# Герб комуни Сундсвалль
Герб комуни Сундсвалль (швед. Sundsvalls kommunvapen) — символ шведської адміністративно-територіальної одиниці місцевого самоврядування комуни Сундсвалль. 

## Історія
Місто Сундсвалль отримало герб у привілеї 1624 року. Королівське затвердження також надано 1939 року та зареєстровано 1974 року. Але офіційно використовуватися став з 1987 року після реєстрації цього символу. 
Після адміністративно-територіальної реформи, проведеної в Швеції на початку 1970-х років, муніципальні герби стали використовуватися лишень комунами. Тому з 1974 року цей герб представляє комуну Сундсвалль, а не місто.

## Опис (блазон)
У срібному полі синій шолом, під ним покладені в косий хрест такі ж підпори для мушкетів.

## Зміст
Символи підкреслюють стратегічне оборонне значення міста при його заснуванні.

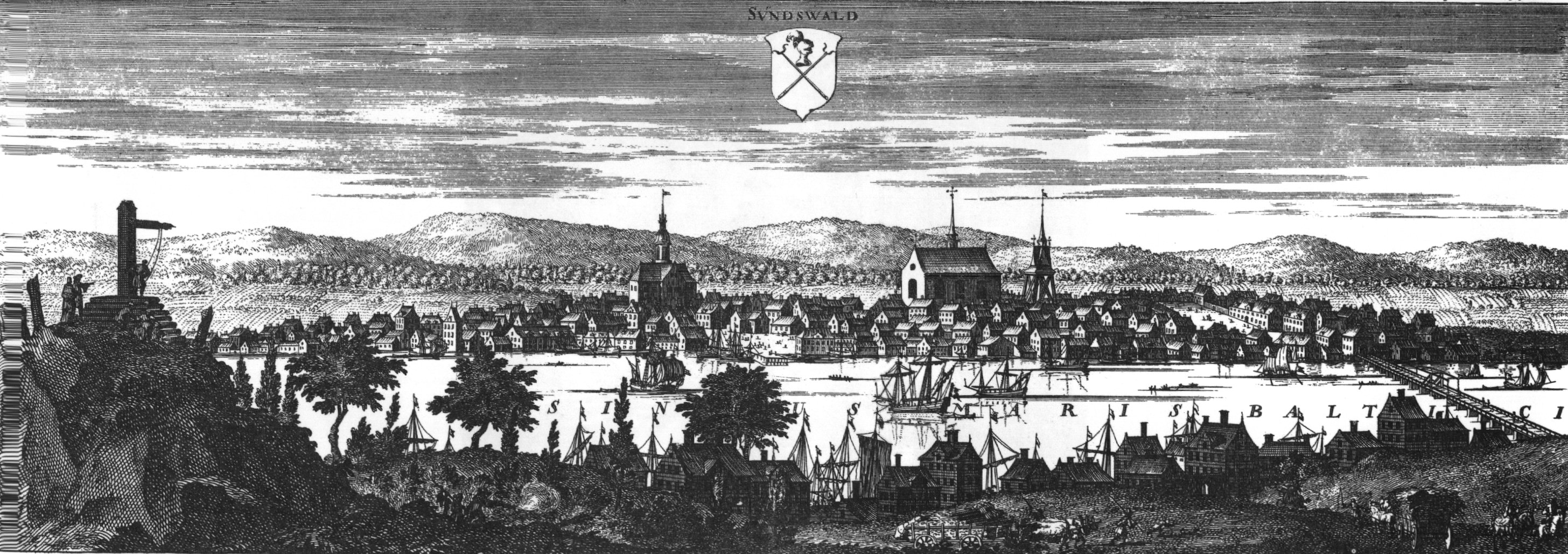
Герб на гравюрі Сундсвалля (біля 1700 р.)